# جيه شارب
فيجول جي شارپ. (بالإنجليزية: J Sharp)‏ لغة برمجة انتقالية لمبرمجي لغة جافا الصادرة من شركة صن ميكروسيستمز ولغة جي++ (J++)ـ مما يمكن مبرمجي هاتين اللغتين من استخدام مهارتهم في البرمجة بلغاتهم والاستفادة من خواص بيئة دوت نيت. وقد تم إنشاء لغة جي شارب في مدينة حيدر آباد في الهند في (Microsoft India Development Center)ـ مركز مايكروسوفت للتطوير في الهند.

## الفروقات بين جافا وجي شارب
إن كلا من جافا وجي شارب تستخدمان التركيب اللغوي ذاته غير أن هناك تحويلات في جي شارب ليست موجودة في جافا وذلك لدعم بيئة دوت نيت على سبيل المثال لاستخدام خواص دوت نيت مع كلاس جافابين اعتيادي (JavaBean) فإنه من الضروري أن يضاف في بداية دوال الـ Setxxx والـ getxxx الإضافة الاتية:
```
	
/** @beanproperty	 */

```

الجي شارب لا تنفذ كودات الـجافا (Java bytecode) (فايلات الكلاس الخاصة بجافا) (.class files) كما لا تدعم تطبيقات الـجافا ابليت (Java applet) ولا تمتلك القدرة على استضافة الابليتس بشكل مباشر في متصفح الويب وأخيرا فقد تم استبدال كلا من الـ (Java Native Interface) والـ (Raw Native Interface) ببيئة خاصة تدعى (Platform Invocation Services) والتي لا تدعم الـ (Remote Method Invocation)ـ. ويمكن الـJNI لغة جافا من تشغيل التطبيقات على الحاسوب الافتراضي (Virtual Machine)ـ

## مستقبل J#
لابد من معرفة أن جي شارب ليست لغة واسعة مثل سي شارب أو كـفيجول بيسك دوت نيت إذ ليس لها مستوى الدعم ذاته المقدم لتلك اللغتين وليس لها الامثلة والتحديثات ذاتها. جي شارب لغة مفيدة قابلة للاستخدام وللوصول إلى جميع مصادر وقت التنفيذ المشترك للغات (CLR) ـ (Common Language Runtime)ـ
وقد أضاف فريق تطوير مايكروسوفت إعلانين حول مستقبل جي شارب يمكن متابعتها عبر الرابط الاتي:
- أنتجت مايكروسوفت إصدار محدث من جي شارب 2.0 يتضمن إصدار لـ 64 بت، وقد تم إصداره في 18 مايو 2007

.
- ستبقى لغة جي شارب ضمن إصدارات فيجول ستوديو فقط لغاية عام 2015 بما أن الإصدار الحالي منها ملبي لحاجات المستخدمين ومع ذلك فإن استخدامه في تراجع.
- استدعاء كود جي شارب في دوت نيت 4.0 لن يكون ممكنا دون استدعاء المكتبة الخارجية (vjsnativ.dll) والتي يتضمن الرابط الاتي خطوات تضمينها.[4]

يمكن تحميل جي شارب من الرابط الاتي

## وصلات خارجية
- الموقع الرسمي